# レン・デイトン
レン・デイトン（Len Deighton）ことレオナード・シリル・デイトン（Leonard Cyril Deighton, 1929年2月18日 - ）は、イギリスの作家。作家になるまえはデザイナーであり、料理についての著作家でもあった。
ロンドンのシティ・オブ・ウェストミンスター出身。
スパイ小説やノンフィクションの巨匠として有名。独特な文体を用い「スパイ小説の詩人」と呼ばれた。ディテクションクラブの一員でもある。

## 著作
(*) は「無名の英国人エージェント」シリーズ
- 『イプクレス・ファイル』 The Ipcress File  (*)
- 『海底の麻薬』 Horse under Water  (*)
- 『ベルリンの葬送』 Funeral in Berlin (*)
- 『10億ドルの頭脳』 Billion-Doller Brain  (*)
- 『優雅な死に場所』 An Expensive Place to Die (*)
- 『笑うカモには』 Only When I Larf(Only When I Laugh)
- 『スパイ・ストーリー』 Spy Story (*)
- 『昨日のスパイ』 Yesterday's Spy  (*)
- 『トゥインクル・トゥインクル・リトル・スパイ』 Twinkle, Twinkle, Little Spy (*)
- 『暗殺協定XPD』 XPD
- 『グッバイ、ミッキーマウス』 Goodbye Mickey Mouse
- 『マミスタ』 Mamista
- 『黄金の都（まち）』 City of Gold
- SIS局員バーナード・サムソン 三部作シリーズ
  - 『ベルリン・ゲーム』 Berlin Game
  - 『メキシコ・セット』 Mexico Set
  - 『ロンドン・マッチ』 London Match
- SIS局員バーナード・サムソン 新三部作シリーズ
  - 『スパイ・フック』 Spy Hook
  - 『スパイ・ライン』 Spy Line
  - 『スパイ・シンカー』 Spy Sinker
- SIS局員バーナード・サムソン 新々三部作シリーズ
  - 『最後のスパイ: 信義』 Faith
  - 『最後のスパイ: 希望』 Hope
  - 『最後のスパイ: 慈愛』 Charity

第二次世界大戦を背景に
- 『爆撃機』 Bomber
- 『SS-GB』 SS-GB、早川書房、1980年
- 『戦闘機』 Fighter、早川書房、1983年　ノンフィクション
- 『電撃戦』 Blitzkrieg、早川書房、1989年　ノンフィクション
- 『ヴィンター家の兄弟』 Winter: A Berlin Family

## 映像化
- 国際諜報局 (1964)	原作『イプクレス・ファイル』
- 国際諜報局/パーマーの危機脱出 (1966)	原作『ベルリンの葬送』
- 国際諜報局/10億ドルの頭脳 (1967)	原作『10億ドルの頭脳』
- Only When I Larf（原題） (1968)<未>	原作『笑うカモには』 デントンが製作担当
- レン・デイトンのスパイ・ストーリー (1979)<未>	原作『スパイ・ストーリー』
- 国際諜報員ハリー・パーマー／Ｗスパイ (1994)<TVM>	原作はなくオリジナルストーリー
- 国際諜報員ハリー・パーマー／三重取引 (1994)<TVM>	原作はなくオリジナルストーリー
- SS-GB　ナチスが戦争に勝利した世界 (2017)<TVM>	原作『SS-GB』